# Leticia Brédice
Leticia Marcela Brédice (Buenos Aires, 26 agosto 1972) è un'attrice argentina.

## Filmografia parziale
Cinema
- La peste, regia di Luis Puenzo (1992)
- Anni ribelli, regia di Rosalía Polizzi (1994)
- Sin querer, regia di Ciro Cappellari (1997)
- Cenizas del paraíso, regia di Marcelo Piñeyro (1997)
- Cómplices, regia di Néstor Montalbano (1998)
- Plata quemada, regia di Marcelo Piñeyro (2000)
- Almejas y mejillones, regia di Marcos Carnevale (2000)
- Nove regine (Nueve reinas), regia di Fabián Bielinsky (2000)
- La mujer de mi vida, regia di Antonio del Real (2001)
- En la ciudad sin límites, regia di Antonio Hernández (2002)
- Kamchatka, regia di Marcelo Piñeyro (2002)
- El día que me amen, regia di Daniel Barone (2003)
- Ay Juancito, regia di Héctor Olivera (2003)
- La suerte está echada, regia di Sebastián Borensztein (2005)
- Segreti di famiglia (Tetro), regia di Francis Ford Coppola (2009)
- Gato negro, regia di Gastón Gallo (2014)
- Francisco - El Padre Jorge, regia di Beda Docampo Feijóo (2015)
- Museo - Folle rapina a Città del Messico (Museo), regia di Alonso Ruizpalacios (2018)
- Bruja, regia di Marcelo Páez Cubells (2019)

Televisione
- Vivo con un fantasma (1993)
- Sin condena (1994)
- La hermana mayor (1995)
- De poeta y de loco (1996)
- 22, el loco (2001)
- Locas de amor (2004)
- Tratame bien (2009)
- Impostores (2009-2010)
- El elegido (2011)
- Condicionados (2012)
- Graduados (2012)
- Camino al amor (2014)
- Maradona: sogno benedetto (Maradona: sueño bendito), 2 episodi (2021)